# I’d Rather Go Blind

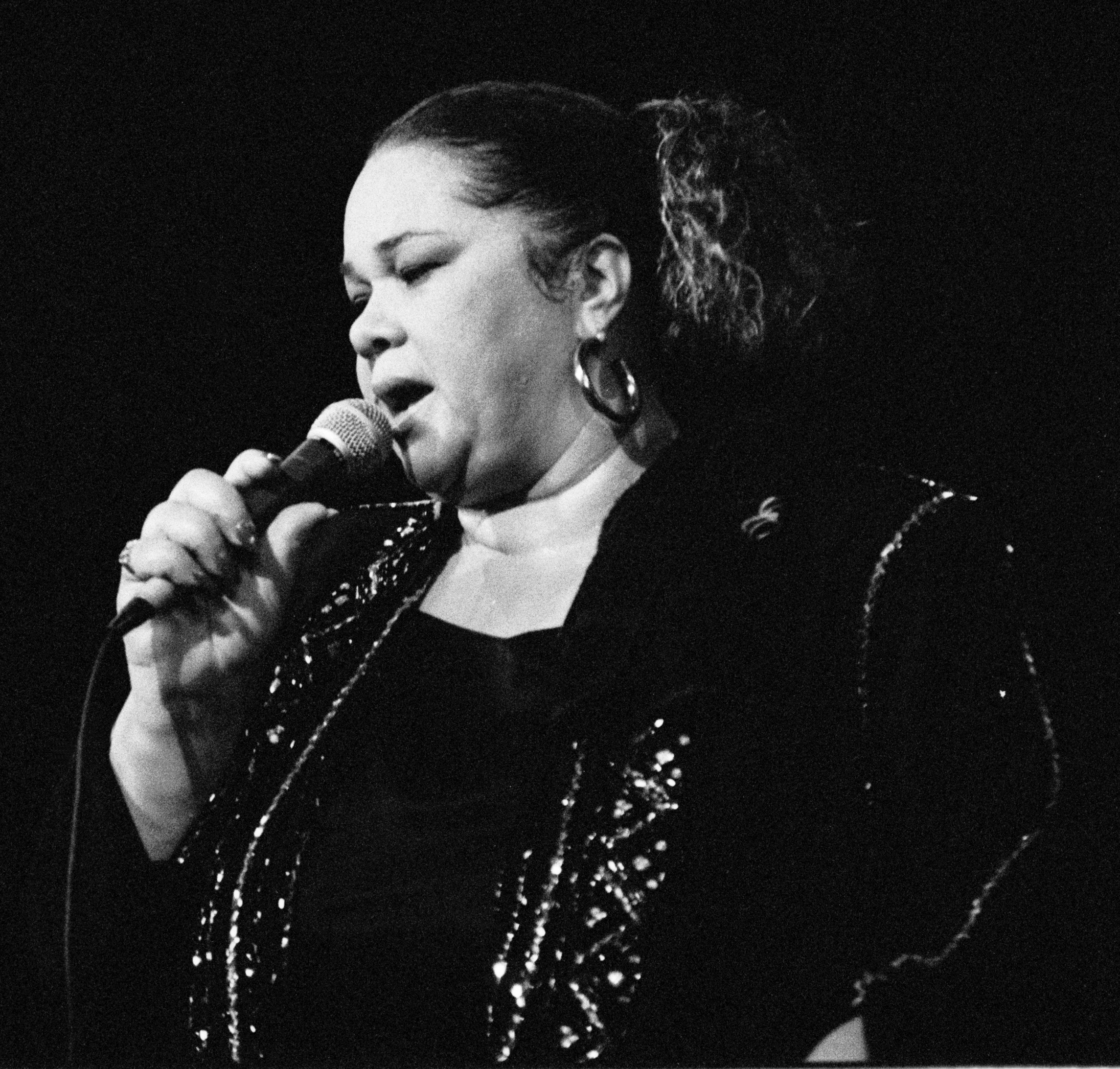
Etta James (1990) – Sängerin von I’d Rather Go Blind (Bluesongs)

I’d Rather Go Blind („Ich würde lieber erblinden...“) ist ein von Ellington Jordan komponierter Blues-Song aus dem Jahr 1967, der zuerst auf dem Etta-James-Album Tell Mama erschien und durch zahlreiche Coverversionen einen großen Bekanntheitsgrad erreichte; in den Credits werden auch Billie Foster und Etta James selbst genannt.

## Text
Something told me it was over
When I saw you and her talkin'
Something deep down in my soul said, 'Cry, girl'
When I saw you and that girl walkin' around
Whoo, I would rather, I would rather go blind, boy
Then to see you walk away from me, child, no
Whoo, so you see, I love you so much
That I don't wanna watch you leave me, baby
Most of all, I just don't, I just don't wanna be free, no
Whoo, whoo, I was just, I was just, I was just
Sittin here thinkin', of your kiss and your warm embrace, yeah
When the reflection in the glass that I held to my lips now, baby
Revealed the tears that was on my face, yeah
Whoo and baby, baby, I'd rather, I'd rather be blind, boy
Then to see you walk away, see you walk away from me, yeah
Whoo, baby, baby, baby, I'd rather be blind...

## Original
Etta James schrieb in ihrer Autobiografie Rage To Survive, dass sie einen noch unvollständigen Entwurf des Liedes erstmals bei einem Besuch Ellington Jordans im Gefängnis hörte und diesen später zusammen mit ihm vollendete. Der Text beschreibt das Ende einer Liebesbeziehung und den Gedanken I would rather go blind … then to see you walk away from me („Ich wäre lieber blind, als dich fortgehen zu sehen...“). Mit ihrer soulig kräftigen Stimme verleiht sie ihren Gefühlen Ausdruck.

## Coverversionen (Auswahl)
Die erste Coverversion entstand im Jahr 1969 durch den blinden Blues- und Soul-Sänger Clarence Carter. Weitere Versionen stammen von Little Milton, Chicken Shack, Koko Taylor, Man Man, Rod Stewart, B. B. King, Elkie Brooks, Paul Weller, Trixie Whitley, Ruby Turner, Marcia Ball, Barbara Lynn und Beyoncé. Im Jahr 2011 veröffentlichten Beth Hart und Joe Bonamassa auf ihrem Album Don’t Explain eine 8:06-Minuten-Version. Bemerkenswert ist auch das Live-Duett von Paloma Faith und Ty Taylor.